# Movimiento del 30 de mayo
El Movimiento del 30 de mayo (pinyin, yùndòng wǔsà, referido al 30 de mayo de 1925) fue un movimiento obrero y antiimperialista de la época de los caudillos militares en China, en la década de 1920. Comenzó cuando agentes de la policía municipal de Shanghái abrió fuego contra manifestantes chinos en la concesión internacional de Shanghái. El tiroteo provocó la censura internacional y manifestaciones en contra de los extranjeros en todo el país.

## Las causas del incidente
La Segunda Guerra Zhili-Fengtian de 1924 fue el enfrentamiento más destructivo en China desde 1911. El Gobierno, controlado por la camarilla de Zhili y respaldado por intereses comerciales anglo-estadounidenses, fue derrocado por el caudillo militar Zhang Zuolin, favorable a los japoneses, que instaló otro encabezado por Duan Qirui en noviembre de 1924. La guerra dejó al Gobierno central en la bancarrota y Duan apenas ejercía autoridad alguna fuera de Pekín. El poder en el norte del país se dividía entre Zhang y Feng Yuxiang, caudillo militar apoyado por los soviéticos. El apoyo público a los caciques militares del norte alcanzó un mínimo histórico, mientras los sureños despreciaban abiertamente a los dirigentes del norte apodándoles junfa («señores de la guerra»). Con sus inclinaciones monárquicas y su base en la conservadora Manchuria, Zhang representaba a la extrema derecha en la política china y contaba con escasos partidarios en el sur del país. Por otro lado, el KMT (nacionalistas) y el Partido Comunista Chino, aliados en el Primer Frente Unido, dirigían un Gobierno no reconocido internacionalmente pero respaldado por los soviéticos en la provincia sureña de Cantón.
Aprovechando la simpatía popular por la reciente muerte del héroe de los republicanos chinos, Sun Yat-sen (12 de marzo de 1925), el KMT había avivado el crecimiento de organizaciones nacionalistas, antiimperialistas y antioccidentales en las principales ciudades chinas. Grupos del Partido Comunista también habían sido enviados a fomentar la discordia en Shanghái, donde la mano de obra nativa sufría problemas relacionados con la falta de inspección en las fábricas o la imposibilidad de presentar sus quejas antes los tribunales. En mayo, se creó una organización nacional sindical, dominada por los comunistas, que agrupó a sindicatos de todo el país.
En los primeros meses de 1925 los conflictos y huelgas entre los trabajadores chinos y la dirección japonesa de la fábrica número 8 se agudizaron. El 15 de mayo un capataz japonés disparó a un manifestante llamado Ku Chen-Hung, hiriéndole de muerte. Los guardas de la fábrica textil japonesa habían disparado contra los trabajadores chinos, que la habían invadido reclamando trabajo y destrozando la maquinaria. En las semanas siguientes, Ku Chen-Hung se convirtió en un mártir para los sindicatos y grupos de estudiantes, dando lugar a numerosas protestas y huelgas contra las industrias extranjeras, sobre todo, japonesas.

## El incidente
En la mañana del 30 de mayo de 1925 la policía municipal de Shanghái arrestó quince cabecillas de una protesta estudiantil que se celebraba en los alrededores de Nanking Road en la concesión internacional de la ciudad. Los estudiantes, provenientes de ocho facultades de Shanghái, se había reunido para protestar contra los tratados discriminatorios, exigir la liberación de otros estudiantes detenidos en anteriores manifestaciones y rechazar el control político de los caudillos militares chinos. Los detenidos quedaron en la comisaría de policía de Louza (pinyin, Laozha) que a las 2:45 p. m. se encontraba rodeada por una multitud de chinos que se habían reunido afuera. Estos manifestantes exigieron que se les entregase a los cabecillas detenidos, en algunos casos entrando en la comisaría y (de acuerdo con los funcionarios de policía) tratando de bloquear el acceso al vestíbulo de entrada o intentando acceder a las celdas.
Un destacamento de policía (en la comisaría se encontraba un mínimo de personal, aproximadamente una docena en total) se envió para evitar que los manifestantes entrasen en el edificio. En los minutos anteriores del tiroteo, la policía y testigos informaron que se oyeron gritos de "¡muerte a los extranjeros!" y la manifestación se tornó violenta. El inspector Edward Everson, comisario y el oficial de mayor graduación presente (el comisionado K. J. McEuen no había dejado que la demostración interfiriese con su asistencia a las carreras de primavera), acabó por gritar a la multitud en chino: "¡Alto! Si no se detienen voy a disparar!". Unos segundos después, a las 15:37, y como la lucha se intensificó, disparó contra la multitud con su revólver.
A continuación la policía sij y china abrió fuego, por orden de Everson. Al menos cuatro manifestantes murieron instantáneamente, mientras que otros ocho murieron más tarde de las heridas recibidas. Al menos catorce heridos fueron hospitalizados aunque el número de heridos fue mucho mayor.

## Consecuencias
El incidente conmocionó y unió a la nación. Los días siguientes las empresas y los trabajadores de se declararon en huelga, declarándose el estado de alarma en las concesiones internacionales. Las huelgas, las manifestaciones violentas y los disturbios se extendieron por toda China y causaron un parón de la economía. Hubo protestas en al menos veintiocho ciudades y disturbios en varias de las concesiones internacionales del país. El 23 de junio, una multitud que protestaba en Cantón fue ametrallada desde las cercanas concesiones internacionales situadas en la isla Shamian. En Hong Kong, estas huelgas recibieron el nombre de "huelga de Cantón y Hong Kong", mientras que en el resto de China se las llamó las huelgas del 30 de mayo.
En noviembre, con la toma del poder en el sur por Chiang Kai-shek tras la muerte de Sun Yat-sen, y el deseo de volver a la producción de las empresas, las huelgas y las protestas fueron desapareciendo. En Hong Kong no terminarían hasta 1926. Como consecuencia del tiroteo Everson y McEuen se vieron obligados a dimitir de sus cargos y los dos abandonaron China. El auge nacionalista asociado con el movimiento y con la Expedición al Norte del Guomindang finalmente llevó a reformar las concesiones internacionales y el ayuntamiento de Shanghái.
El incidente y los choques posteriores extendieron las protestas por todo el país y reforzaron la oposición de la opinión pública internacional a los tratados discriminatorios con China. Favorecieron además el crecimiento tanto del Kuomintang como del 
Partido Comunista de China.